# 七頭
七頭（しちとう）は、室町時代、管領家とともに幕政に参加できた七家の有力諸侯。

## 概要
『南方紀伝』によると、応永5年（1398年）、室町幕府3代将軍足利義満によって公家の五摂家七清華家を擬した武家の三職七頭の家格が定められたとされる。
「応永五年（戊寅）・・・此の年、義満は朝廷の五摂家七清華に准じて武家の三職七頭を定めた。いわゆる三職は斯波・細川・畠山で三管領（執事別当也）と号す。七頭とは山名・一色・土岐・赤松・京極・上杉・伊勢らで、そのうち山名・一色・赤松・京極を京都奉行（侍所別当）とし四職と号す。奏者は伊勢貞行である。また武田・小笠原の両人を弓馬礼式奉行とし、吉良・今川・渋川らを武頭とする。」（南方紀伝）

### 三職七頭
- 三職とは、執事別当（管領）たる斯波氏・畠山氏・細川氏の所謂三管領家である。
- 七頭とは、一色氏・山名氏・土岐氏・赤松氏・京極氏・伊勢氏・上杉氏等であり、幕政に参加した。
  - 七頭のうち、一色氏・山名氏・赤松氏・京極氏の四家を四職という。この四家に土岐氏と今川氏を加えた六家を六職とも称し、京都奉行（侍所所司）に就任した。また、伊勢氏は奏者（政所執事）、上杉氏は関東執事（関東管領）に就任する家柄となった。

## 七頭
一色氏侍所所司。四職の一つ。清和源氏のうち河内源氏足利一門。
山名氏侍所所司。四職の一つ。清和源氏のうち河内源氏新田一門。
赤松氏侍所所司。四職の一つ。村上源氏。
京極氏侍所所司。四職の一つ。宇多源氏のうち近江源氏佐々木一門。
土岐氏侍所所司。清和源氏のうち摂津源氏（美濃源氏）土岐一門。
伊勢氏政所執事。桓武平氏のうち伊勢平氏。
上杉氏関東管領。藤原氏のうち藤原北家勧修寺流。